# プログラムの著作物に係る登録の特例に関する法律
プログラムの著作物に係る登録の特例に関する法律（プログラムのちょさくぶつにかかるとうろくのとくれいにかんするほうりつ、昭和61年5月23日法律第65号）は、プログラムの著作物に係る登録に関する法律で、著作権法に対する特別法である。
通常の著作権の登録は、著作者の実名、著作権の移転、公表日について行うが、プログラムの場合、著作物の名称のみでは内容の特定が困難である。そのためこの法律でプログラムの著作物に係る登録において「申請に係るプログラムの著作物の内容を明らかにする資料として、当該著作物の複製物」の提出の義務付け（第3条）等の特例を設けている。登録業務は、文化庁長官の指定する指定登録機関に行わせることができるとなっており、現在、一般財団法人ソフトウェア情報センターのみが指定されている。

## 構成
- 第一章 総則（1条）
- 第二章 登録手続等に関する特例（2 - 4条）
- 第三章 登録機関に関する特例（5 - 28条）
- 第四章 罰則（29 - 31条）
- 附則